# رودلف شيندلر
رودلف شيندلر (بالألمانية: Rudolf Schindler)‏ هو طبيب ألماني، ولد في 1888 في برلين في ألمانيا، وتوفي في 1968 في ميونخ في ألمانيا.